# Dicraeus humeralis
Dicraeus humeralis är en tvåvingeart som beskrevs av Nartshuk 1964. Dicraeus humeralis ingår i släktet Dicraeus och familjen fritflugor. Inga underarter finns listade i Catalogue of Life.